# Huangdai (köpinghuvudort i Kina, Jiangsu Sheng, lat 31,44, long 120,56)
Huangdai (kinesiska: 黄埭镇) är en köpinghuvudort i Kina. Den ligger i provinsen Jiangsu, i den östra delen av landet, omkring 180 kilometer sydost om provinshuvudstaden Nanjing. Antalet invånare är 106 010. Befolkningen består av 50 325 kvinnor och 55 685 män. Barn under 15 år utgör 9,0 %, vuxna 15-64 år 83 %, och äldre över 65 år 6,0 %.
Runt Huangdai är det tätbefolkat, med 762 invånare per kvadratkilometer. Närmaste större samhälle är Suzhou, 15,1 km söder om Huangdai. Trakten runt Huangdai är ofruktbar med lite eller ingen växtlighet.
Genomsnittlig årsnederbörd är 1 661 millimeter. Den regnigaste månaden är juni, med i genomsnitt 221 mm nederbörd, och den torraste är december, med 59 mm nederbörd.